# Giancarla Trevisan
Giancarla Dimich Trevisan (Laguna Niguel, 17 febbraio 1993) è una velocista italiana.

## Biografia
Nacque negli Stati Uniti da padre figlio di immigrati italiani (nonno di San Vito al Tagliamento e nonna di Lucca) e crebbe a Laguna Beach, dove il padre si trasferì per lavoro. Da giovanissima iniziò a praticare il calcio, ma a causa di un infortunio al ginocchio dovette passare definitivamente all'atletica. Negli anni del college fu per tre stagioni atleta degli Arizona Wildcats, mentre in Italia debuttò nel 2016 ai campionati italiani assoluti di Rieti.
La sua prima medaglia nazionale risale al 2018, quando conquistò l'argento ai campionati italiani assoluti di Pescara nei 400 metri piani, mentre il suo primo successo internazionale arrivò nel 2019, quando conquistò la medaglia di bronzo nella staffetta 4×400 metri alla IAAF World Relays di Yokohama. Durante la stessa manifestazione, insieme ai compagni Davide Re, Andrew Howe, Raphaela Lukudo, fece registrare la migliore prestazione italiana nella staffetta 4×400 mista, risultato ottenuto durante le batterie di qualificazione alla finale, dove la squadra italiana si classificò terza. Nel 2021 si aggiudicò la medaglia d'oro alle World Relays nella 4x400 metri mista e nel 2022 ai Giochi del Mediterraneo nella 4x400 metri femminile. Nel 2023 partecipò ai campionati mondiali di Budapest dove, nelle batterie della staffetta 4x400 m, contribuì a migliorare il record italiano con il crono di 3'23"86 e ad ottenere la qualificazione in finale, conclusa in settima posizione. Agli europei casalinghi di Roma del 2024, sempre nella staffetta 4x400 m (conclusa al quarto posto), migliorò insieme a Ilaria Elvira Accame, Anna Polinari e Alice Mangione il record nazionale realizzato a Budapest, abbassandolo a 3'23"40.

## Progressione

### 200 metri piani
| Stagione | Tempo | Luogo      | Data      | Rank. Mond. |
| -------- | ----- | ---------- | --------- | ----------- |
| 2019     | 23"88 | Long Beach | 29-6-2019 |             |
| 2018     | 24"04 | Pescara    | 9-9-2018  |             |
| 2017     | 24"08 | Claremont  | 3-6-2017  |             |
| 2016     | 24"03 | Tucson     | 30-4-2016 |             |
| 2015     | 24"75 | Tempe      | 28-3-2015 |             |
| 2014     | 25"74 | Tucson     | 12-4-2014 |             |
| 2013     | 24"87 | Berkeley   | 27-4-2013 |             |
| 2012     | 24"48 | Berkeley   | 3-3-2012  |             |
| 2011     | 24"33 | Norwalk    | 21-5-2011 |             |
| 2010     | 24"96 | Norwalk    | 22-5-2010 |             |

### 200 metri piani indoor
| Stagione | Tempo | Luogo       | Data      | Rank. Mond. |
| -------- | ----- | ----------- | --------- | ----------- |
| 2018/19  | 24"79 | Magglingen  | 26-1-2019 |             |
| 2016/17  | 24"40 | Albuquerque | 20-1-2017 |             |
| 2015/16  | 24"47 | Albuquerque | 12-2-2016 |             |
| 2014/15  | 25"69 | Albuquerque | 13-2-2015 |             |

### 400 metri piani
| Stagione | Tempo | Luogo      | Data      | Rank. Mond. |
| -------- | ----- | ---------- | --------- | ----------- |
| 2023     | 51"91 | Bellinzona | 22-7-2023 |             |
| 2022     | 52"20 | Bellinzona | 24-8-2022 |             |
| 2021     | 52"46 | Azusa      | 16-4-2021 |             |
| 2020     | 54"07 | Marietta   | 1-8-2020  |             |
| 2019     | 52"61 | Bressanone | 27-7-2019 |             |
| 2018     | 52"63 | Modena     | 23-6-2018 |             |
| 2017     | 53"48 | Claremont  | 3-6-2017  |             |
| 2016     | 53"28 | Tucson     | 30-4-2016 |             |
| 2015     | 54"76 | Tucson     | 11-4-2015 |             |
| 2014     | 55"41 | Tucson     | 3-5-2014  |             |
| 2013     | 55"51 | Sacramento | 16-3-2013 |             |
| 2012     | 55"26 | Berkeley   | 14-4-2012 |             |

### 400 metri piani indoor
| Stagione | Tempo | Luogo          | Data      | Rank. Mond. |
| -------- | ----- | -------------- | --------- | ----------- |
| 2021/22  | 53"35 | Birmingham     | 12-2-2022 |             |
| 2020/21  | 54"00 | Virginia Beach | 12-2-2021 |             |
| 2018/19  | 54"23 | Padova         | 10-2-2019 |             |
| 2016/17  | 54"24 | Albuquerque    | 11-2-2017 |             |
| 2015/16  | 53"97 | Albuquerque    | 12-2-2016 |             |
| 2014/15  | 55"66 | Albuquerque    | 13-2-2015 |             |

## Palmarès
| Anno | Manifestazione          | Sede     | Evento        | Risultato  | Prestazione | Note                                     |
| ---- | ----------------------- | -------- | ------------- | ---------- | ----------- | ---------------------------------------- |
| 2019 | World Relays            | Yokohama | 4×400 m       | Bronzo     | 3'27"74     | Miglior prestazione personale stagionale |
| 2019 | World Relays            | Yokohama | 4×400 m mista | 4ª         | 3'20"28     | [ 3 ]                                    |
| 2019 | Mondiali                | Doha     | 4×400 m       | Batteria   | 3'27"57     |                                          |
| 2019 | Mondiali                | Doha     | 4×400 m mista | Batteria   | 3'16"52     |                                          |
| 2021 | World Relays            | Chorzów  | 4×400 m mista | Oro        | 3'16"60     |                                          |
| 2022 | Giochi del Mediterraneo | Orano    | 4×400 m       | Oro        | 3'29"93     |                                          |
| 2023 | Mondiali                | Budapest | 4×400 m       | 7ª         | 3'24"98     | [ 4 ]                                    |
| 2024 | World Relays            | Nassau   | 4×400 m       | 6ª         | 3'27"51     |                                          |
| 2024 | Europei                 | Roma     | 400 m piani   | Semifinale | 52"59       |                                          |
| 2024 | Europei                 | Roma     | 4×400 m       | 4ª         | 3'23"40     | Record nazionale                         |
| 2024 | Giochi olimpici         | Parigi   | 4×400 m       | Batteria   | 3'26"50     |                                          |
| 2024 | Giochi olimpici         | Parigi   | 4×400 m mista | 6º         | 3'11"84     |                                          |

## Campionati nazionali
- 1 volta campionessa italiana assoluta dei 400 metri piani (2019)
- 1 volta campionessa nazionale assoluta della staffetta 4×400 m (2023)

2016
- In batteria ai campionati italiani assoluti (Rieti), 400 m piani - 53"94
- Argento ai campionati italiani assoluti di atletica leggera (Rieti), staffetta 4×400 m - 3'35"05

2017
- In batteria ai campionati italiani assoluti indoor (Ancona), 400 m piani - 55"05
- In batteria ai campionati italiani assoluti (Trieste), 200 m piani - 24"43
- In finale ai campionati italiani assoluti (Trieste), 400 m piani - dq
- Bronzo ai campionati italiani assoluti (Trieste), staffetta 4×400 m - 3'38"73

2018
- 4ª ai campionati italiani assoluti (Pescara), 200 m piani - 24"04
- Argento ai campionati italiani assoluti (Pescara), 400 m piani - 52"85
- Argento ai campionati italiani assoluti (Pescara), staffetta 4×400 m - 3'43"14

2019
- In batteria ai campionati italiani assoluti indoor (Ancona), 400 m piani - 54"75
- Argento ai campionati italiani assoluti indoor (Ancona), staffetta 4×400 m - 3'46"35
- Oro ai campionati italiani assoluti (Bressanone), 400 m piani - 52"61

2021
- Argento ai campionati italiani assoluti (Rovereto), staffetta 4x400 m - 3'36"44

2022
- 5ª ai campionati italiani assoluti (Rieti), 400 m piani - 52"78

2023
- Argento ai campionati italiani assoluti (Molfetta), 400 m piani - 52"25
- Oro ai campionati italiani assoluti, 4x400 m - 3'34"64

2024
- Argento ai campionati italiani assoluti (La Spezia), 400 m piani - 52"09
- Bronzo ai campionati italiani assoluti (La Spezia), staffetta 4x400 m - 3'39"00